# Кунице (гмина)
Кунице (пол. Kunice) — сельская гмина (волость) в Польше, входит как административная единица в Легницкий повет, Нижнесилезское воеводство. Население — 4974 человек (на 2004 год).

## Демография
| Перепись                       | Всего   | Всего | Женщины | Женщины | Мужчины | Мужчины |
| ------------------------------ | ------- | ----- | ------- | ------- | ------- | ------- |
| Единицы                        | человек | %     | человек | %       | человек | %       |
| Население                      | 4974    | 100   | 2550    | 51,3    | 2424    | 48,7    |
| Плотность населения (чел./км²) | 53,6    | 53,6  | 27,5    | 27,5    | 26,1    | 26,1    |

## Сельские округа
1. Бенёвице
2. Голянка-Гурна
3. Гжибяны
4. Яськовице-Легницке
5. Кунице
6. Милогостовице
7. Понтнув-Легницки
8. Пётрувек
9. Росохата
10. Спалёна
11. Щытники-над-Качавон
12. Щытники-Мале
13. Земнице

## Соседние гмины
1. Легница
2. Гмина Легницке-Поле
3. Гмина Любин
4. Гмина Милковице
5. Гмина Проховице
6. Гмина Руя